# Miševi (rod)
Miševi (Mus) su rod glodavaca iz potporodice pravih miševa. Najpoznatija vrsta iz ovog roda je domaći miš. Osim njih, ovaj rod obuhvaća još 38 vrsta od kojih su neki, kao domaći miševi, hemerofili, dok su drugi životinje koje žive daleko od ljudi, povučeno, u šumama.
Kao i većina glodavaca miševi su noćne životinje ili su aktivniji u sumrak, ali ih se, naravno, može sresti i po danu, osobito ako ih brojčano ima više na nekom području. Miševi žive svugdje - nema ih jedino na Antarktici i nekim manjim otocima, kao niti u moru. Miševi u danu pojedu oko 10% svoje ukupne težine, tako da npr. miš od 20 do 25 grama u danu pojede 2-2,5 grama hrane.

## Osobine
Tijelo im je dužine između 4,5 i 12,5 cm, a rep je obično jednako dug kao i tijelo. Prosječno su teški oko 30 grama. Neki miševi su u ljudskom uzgoju dosegli i 60 grama. Divlji miševi imaju siva ili smeđa leđa, a na trbušnoj strani svjetlije sivo ili smeđe, nerijetko i bijelo krzno. U uzgoju su u međuvremenu postignute nebrojene varijacije boja. Rep je pokriven vrlo finom dlakom, tako da se na prvi pogled čini gol. Hemoragijska groznica s bubrežnim sindromom (lat. febris haemorrhagica cum syndroma renale), poznata i kao "mišja groznica", akutna je virusna bolest koja se manifestira vrućicom, krvarenjima i oštećenjem rada bubrega, a nerijetko zahtijeva i bolničko liječenje. Slična je bolest s različitim kliničkim manifestacijama opisana širom svijeta, pa se prema preporuci Svjetske zdravstvene organizacije od 1982. godine naziva jedinstvenim imenom. Radi se o akutnoj zoonozi endemskoj u Europi i Aziji od koje godišnje u svijetu oboli između 150 i 200 tisuća ljudi, s izraženom tendencijom porasta novooboljelih.

## Anatomija i građa
Zahvaljujući činjenici da čovjek i miš dijele čak 99% gena, kao i onima o sličnosti razvoja embrija, simptomima mnogih bolesti i zajedničkih oblika poremećaja i ponašanja, nije čudno da miš kao jedan od glavnih modelnih organizama dobiva još važniju ulogu. Miševi postaju bitni sudionici u otkrivanju tajni ljudskog genoma.
Miševi su mali glodavci koji imaju potrebu stalno uzimati hranu. 

## Povijest
Miševi su ljudima poznati iz davnina. Odavno su prepoznati kao velike štetočine i prava napast gdje god se nasele. 

## Miševi kao hrana
Miševi kao hrana u prirodi služe mnogim životinjskim vrstama. Tako se danas kod uzgoja upotrebljavaju kao hrana za kućne zmije i ostale životinje.

## Miševi kao kućni ljubimci
Prednosti miševa kao kućnih ljubimaca su:
- Nisu skupi u nabavi i održavanju
- Ne zahtijevaju skupu opremu
- Zabavni su i društveni kao pripitomljene životinje

Mane miševa kao kućnih ljubimaca su:  
- Mogućnost prijenosa zaraze
- Noćna životinja
- Kratak životni vijek

## Vrste
Tablica s 39 vrsta miševa (rod Mus); 
| Rod Miš | Rod Miš | Rod Miš | Rod Miš | Rod Miš | Rod Miš | Rod Miš | Rod Miš |
| Podrod Pyromys | Podrod Coelomys | Podrod Mus | Podrod Mus | Podrod Nannomys | Podrod Nannomys | Podrod Nannomys | Podrod Nannomys |
| --- | --- | --- | --- | --- | --- | --- | --- |
| - Mus (Pyromys) platythrix, Indija - Mus (Pyromys) saxicola, Južna Azija - Mus (Pyromys) phillipsi, Indija - Mus (Pyromys) shortridgei, Jugoistočna Azija - Mus (Pyromys) fernandoni, Šri Lanka | - Mus (Coelomys) mayori, Šri Lanka - Mus (Coelomys) pahari, Jugoistočna Azija - Mus (Coelomys) crociduroides, Sumatra - Mus (Coelomys) vulcani, Java | - Mus (Mus) famulus, Južna Indija - Mus (Mus) caroli, Istočna i jugoistočna Azija - Mus (Mus) cervicolor, Jugoistočna Azija - Mus (Mus) cookii, Jugoistočna Azija - Mus (Mus) booduga, Južna Azija - Mus (Mus) terricolor, Južna Azija | - Mus (Mus) musculus, Svuda gdje i ljudi - Mus (Mus) spretus, Zapadno Sredozemlje - Mus (Mus) macedonicus, Balkan, Prednja Azija - Mus (Mus) spicilegus, Sjeverni Balkan - Mus (Mus) fragilicauda - Mus (Mus) nitidulus | - Mus (Nannomys) callewaerti, Kongo, Angola - Mus (Nannomys) setulosus, Zapadna i Centralna Afrika - Mus (Nannomys) triton, Centralna i Istočna Afrika - Mus (Nannomys) bufo, Istočna Afrika - Mus (Nannomys) tenellus, Istočna Afrika | - Mus (Nannomys) haussa, Područje zapadnog Sahela - Mus (Nannomys) mattheyi, Gana - Mus (Nannomys) indutus, Južna Afrika - Mus (Nannomys) setzeri, Namibija, Bocvana, Zambija - Mus (Nannomys) musculoides, Afrika južno od Sahare | - Mus (Nannomys) minutoides, Južna Afrika - Mus (Nannomys) orangiae, Južna Afrika - Mus (Nannomys) mahomet, Istočna Afrika - Mus (Nannomys) sorella, Centralna i Istočna Afrika | - Mus (Nannomys) neavei, Istočna Afrika - Mus (Nannomys) oubanguii, Srednjoafrička Republika - Mus (Nannomys) goundae, Srednjoafrička Republika - Mus (Nannomys) baoulei, Gvineja, Bjelokosna Obala |

Alžirski domaći miš, makedonski domaći miš i Mus spicilegus su ranije smatrani podvrstama domaćeg miša. Tek novija morfološka i biokemijska istraživanja dokazala su da je riječ o zasebnim vrstama.

## Poveznice
- Glodavci
- Štakor

## Vanjske poveznice
- Sve o miševima  Arhivirana inačica izvorne stranice od 30. studenoga 2007. (Wayback Machine)
- 2005-11-04, Sciencedaily: Mice Sing In The Presence Of Mates, Researchers Discover
- Mice as pets